# Walter Pott (Schauspieler)
Walter Hermann Karl Pott (* 24. Februar 1917 in Hannover; † 21. Oktober 1972 in Mannheim) war ein deutscher Schauspieler bei Bühne, Film und Fernsehen. 

## Leben und Wirken
Pott erhielt seine schauspielerische Ausbildung 1935/36 in seiner Heimatstadt Hannover, war aber zu dieser Zeit bereits seit 1934 als Eleve am dortigen Schauspielhaus engagiert gewesen. 1936 ging er als jugendlicher Komiker für drei Jahre ans Gelsenkirchener Stadttheater, war in dieser Zeit während der Sommerpausen auch am Mellini-Theater Hannovers zu sehen. Die Kriegsjahre 1939 bis 1945 verbrachte Walter Pott mit Wehrmachtstourneen (Norwegen). Auch in Kriegsgefangenschaft 1945 trat er (an einer Lagerbühne) auf. 
Seine Nachkriegsaktivitäten startete Walter Pott erneut in Hannover, diesmal als Komiker aber auch als Regisseur. 1946 wechselte Pott nach Mannheim, wo er viele Jahre am dortigen Nationaltheater verbrachte und sowohl als Schauspieler auftrat als auch Regie führte; so auch bei den humoristischen Stücken „Der Lampenschirm“, „Der Etappenhase“ und „Bezauberndes Fräulein“. Zu seinen Mannheimer Rollenauftritten zählen der Zettel in Shakespeares „Sommernachtstraum“, der Probstein in „Wie es euch gefällt“, der Onkel Gustav in Burckhards „Feuerwerk“, der Cornelius Hackl in Wilders „Die Heiratsvermittlerin“ und der Momme in Weisenborns „Zwei Engel steigen aus“.
Abgesehen von einer vereinzelten Kinorolle in einem Kriminalfilm von 1950 trat Walter Pott erst ab 1961 regelmäßig vor die Kamera und wirkte in dem kommenden Jahrzehnt ausschließlich in Fernsehproduktionen mit. Zwar wurde er auch dort bevorzugt in heiteren Stoffen eingesetzt, Pott wirkte aber auch in schwergewichtigeren Produktionen mit, die bisweilen auch einen literarischen Hintergrund besaßen, darunter Goethes „Egmont“, „Der gute Mensch von Sezuan“ (nach Bertolt Brecht) und „Dantons Tod“ (nach Georg Büchner). Meist spielte er in diesen Filmen nur sehr kleine Rollen. Walter Pott arbeitete auch frühzeitig für den Rundfunk: 1935/36 beim Sender Hannover, 1940 bis 1945 beim deutschen Soldatensender Oslo und ab 1946 bei der Sendestelle Heidelberg, wo er auch an einer Reihe von Hörspielen mitwirkte.

## Filmografie
- 1950: Wer fuhr den grauen Ford?
- 1961: Onkel Harry
- 1961: Schweyk im zweiten Weltkrieg
- 1962: Egmont
- 1963: Dantons Tod
- 1965: Zeitsperre
- 1966: Der gute Mensch von Sezuan
- 1967: Crumbles letzte Chance
- 1967: Der Tag, an dem die Kinder verschwanden
- 1968: Bel Ami
- 1968: Anna Böckler
- 1969: Rebellion der Verlorenen
- 1969: Kollege Bindelmann
- 1969: Stewardessen (TV-Serie, eine Folge)
- 1970: Die spanische Fliege
- 1970: Recht oder Unrecht (mehrere Folgen)
- 1972: Diamantenparty